# ユバの徽
『ユバの徽』（ユバのしるし）は、DMM.comより配信されているブラウザゲームおよびスマートフォン向けゲームアプリ。2016年8月サービス開始。
2018年9月26日をもってサービス終了。

## 概要
人身御供を信仰する神の世界を題材にした作品。プレイヤーは神の血を引く“ユバの戦士”を束ね、囚われた祈り人を救出しながら侵略者に奪われた神の地“ユバの大地”を奪い返していく。祈り人との“契り”を結び新たな"ユバの戦士"誕生・育成させる。
人身御供を題材としているのでキャラクター削除コマンドが「生け贄」となっており、ユバの戦士および祈り人には明確な死亡描写が存在し、戦闘時に敵を倒すと画面に血しぶきが舞う演出が見られるなど、残虐要素が強い作品となっている。肉体が切断される描写は、戦闘時に敵の侵略者の頭部が切られて血しぶきが舞う事で間接的に表現されているが、ユバの戦士および祈り人の生け贄時には肉体切断の描写は存在しない。
また「契り」のコマンドは儀式時に性描写の強いセリフが出てくるが男女のキャラクター共に全裸の画像は一切存在しない。
上記の残虐要素および性描写のセリフがある作品ではあるが全年齢向けの作品となっている。

## ゲームシステム
内容は横スクロール型のアクションゲーム。ユバの戦士3人で部隊編成をし「ウル」と呼ばれるエネルギーを集めながら制限時間内にステージ(クエスト討伐)をクリアしていく。祈り人を救出しながら宝箱ボーナスが3つ貰えるランクSを狙う。移動と戦闘は全て自動で行い、画面操作はフィールド上に設置しているウルをカーソルでクリックもしくはタップして集める事となる。
ゲーム序盤は剣の者の少女「ユバ」を所持しているのみで、救出した祈り人と契りを交わして子孫を増やし、生け贄をして神の力を得てレベルアップをしていく。
ステージによっては祈り人を同行してステータスを調整しなければ制限時間内にクリアができないため、ステージクリアに見合う祈り人を選択して連れて行く必要が出てくる。
祈り人は救出直後はトラウマを抱えており、「祈り人の記憶」と言うアイテムを与えて記憶を開放しなければ本来の力を発揮できず、戦士と契る事もできない。そのため戦士をパワーアップするためには祈り人を積極的にウルを与えてレベルアップさせ、進化させていく必要も出てくる。
また本作は明確な死亡描写が存在するが、戦闘時に戦士の体力が0になると死亡してキャラクターが消えるシステムではなく「体力が0になると戦闘不能となって非戦闘時に時間経過によって体力が回復する」システムとなっている。

### 主要システム
契り
新たなユバの戦士を作る儀式でいわゆる子作り。生命の種を所持している進化した祈り人とユバの戦士が可能な行為で、戦士と祈り人との遺伝子によって強い子供を作る事が可能となる。
遺伝子のしるしは全部でタテ3段、ヨコ2マスとなっており、上段が戦場に同行できる祈り人の人数、中段がエレメント属性、下段が職業となっており、各しるしの組み合わせによって基本的な強さや職業が決定する。なお中段のエレメント属性の色が左右のマスが同色になると「突然変異」の強い戦士が誕生するが、突然変異の戦士は子孫を残す事はできなくなる。
また本作の生殖システムは通常とは異なり、ユバの戦士が牡、祈り人が牝の扱いとなっており、同性の組み合わせおよび女戦士と男祈り人の組み合わせであっても、祈り人側が男女の性別に関係なく子供を授かるものとなっており、誕生する子供もユバの戦士のみとなっている。
生け贄
本作の唯一の削除コマンド。戦士と祈り人との性質が異なる。
- 戦士の生け贄

このゲームの戦士は戦闘によってレベルアップせず、生け贄を捧げた人数によってそれぞれの職業のレベルがアップする。なお一族の始祖である「ユバ」だけは生け贄にする事はできない。そのため「ユバ」は彼女のみが受けられる専用のクエストをたくさんクリアしない限り強くなれない。
- 祈り人の生け贄

それぞれの住民によって対応した場所の「ウル」を獲得できる。レベルおよびレア度の高い祈り人であればあるほどウルの獲得量が多くなる。また進化前と進化後の祈り人の初回生け贄時にはエピソードを見る事もできる。

## 登場キャラクター

### ユバの戦士
本作のプレイヤーが扱う戦闘ユニット。
職業
| 職業   | 性別 | 攻撃範囲   | ステータス                         | 遺伝子1 | 遺伝子2 | 声優           |
| ------ | ---- | ---------- | ---------------------------------- | ------- | ------- | -------------- |
| 剣の者 | ♀    | 近接単体   | バランス                           | 天      | 全属性  | 洲崎綾         |
| 鉈の者 | ♂    | 近接単体   | 高防御・低機動バランス             | 風      | 風      | 半澤敦史       |
| 爪の者 | ♂    | 近接単体   | 高攻撃・高機動・低体力             | 水      | 水      | 半澤敦史       |
| 槍の者 | ♀    | 近接広範囲 | 高HP・低防御                       | 風      | 火      | 飯沼南実       |
| 鎚の者 | ♂    | 近接広範囲 | 高戦闘・低機動力・銃弾無効         | 火      | 水      | サカタトモヤス |
| 弓の者 | ♀    | 遠隔単体   | 高機動・低攻撃力                   | 火      | 火      | 齋藤小浪       |
| 妖の者 | ♀    | 遠隔単体   | 高攻撃・低機動・低体力・ビーム無効 | 風      | 水      | 樋口あかり     |

### 祈り人
ユバの戦士が戦場に同行していく事のできるキャラクター。ゲーム上では装備品扱いで連れて行く人物によってステータスの補強を行う。
ユバの戦士一人が一度に装備できる人物は最大4名で同じ祈り人を装備してもダブリによる装備制限はないが契りによって子供を宿した人物は戦場に連れて行く事はできない。
祈り人の声優の情報源については各キャラクターのプロフィールを参照。

#### 草原の民
| ID  | キャラクター名 | 声優       | キャラクターデザイン |
| --- | -------------- | ---------- | -------------------- |
| 001 | ヤイカル       | 松田利冴   |                      |
| 002 | スルカ         | 野口花緒   |                      |
| 003 | ノンナ         | 樋口あかり |                      |
| 004 | アオカ         | 中村桜     |                      |
| 005 | アムラ         | 高田憂希   |                      |
| 006 | ルクル         | 原敬子     |                      |
| 007 | マキリ         | 佐藤あずさ |                      |
| 008 | トオマ         | 半澤敦史   |                      |
| 009 | ルル           | 加隈亜衣   |                      |
| 010 | ルヤン         | 桑原由気   |                      |
| 011 | キサラ         | 咲乃奈緒   |                      |
| 012 | フシコ         | 中村桜     | ゼンマイブック       |
| 013 | イメラ         | 齊藤佳央里 |                      |
| 014 | イナウケ       | 佳村はるか | 西のさんた           |
| 015 | シナイ         | 古川玲     |                      |
| 016 | イトラ         | 小松未可子 |                      |
| 017 | ラムサラ       | 近藤玲奈   | ゼンマイブック       |
| 018 | レキム         | 神昌彦     | 中原美穂             |
| 019 | ピリカ         | 黒沢ともよ | ゼンマイブック       |
| 020 | イレス         | 伊東健人   | iltusa               |
| 021 | アイサ         | 森谷里美   | iltusa               |
| 022 | ヤイサ         | 森谷里美   | iltusa               |
| 023 | コアト         | 小林大紀   | 高木恭介             |
| 024 | ライル         | 小林秀行   | ゼンマイブック       |
| 025 | コマイ         | 小林朋花   | 西のさんた           |
| 026 | エポラプ       | 芹山結衣   | ゆずしお             |
| 027 | ラタキ         | 川岸麻那   | 又市マタロー         |
| 028 | ネクル         | 中出純奈   | ゆずしお             |
| 029 | ユカラ         | 田端皆実   | ゼンマイブック       |
| 030 | ハシカプ       | 脇田唯     | たらんぼマン         |
| 031 | ムクリ         | あきあき   | 又市マタロー         |
| 032 | シュマリ       | 夜道雪     | 天野いつき           |
| 033 | ポクモコ       | 上野華歩   | ゆずしお             |

#### 森の民
| ID  | キャラクター名   | 声優       | キャラクターデザイン |
| --- | ---------------- | ---------- | -------------------- |
| 001 | シャウキ         | 中村桜     |                      |
| 002 | トルキ           | 水間友美   |                      |
| 003 | ネル             | 桑原由気   |                      |
| 004 | ジャラ           | 宮澤真一   |                      |
| 005 | ナイラ           | 柚木尚子   |                      |
| 006 | キャキャ         | 齊藤佳央里 | 荻野アつき           |
| 007 | ウカ             | 鈴宮舞姫   | 高木たまゆ           |
| 008 | シッタ           | 佐倉碧唯   |                      |
| 009 | キマ             | 佐藤あずさ | 荻野アつき           |
| 010 | チュラ           | 飯沼南実   | ゼンマイブック       |
| 011 | マリマリ         | 和田みちる |                      |
| 012 | ウベラ           | 優樹すみれ |                      |
| 013 | エリカ           | 小松未可子 |                      |
| 014 | ジョカ           | 長尾歩     | 志田                 |
| 015 | チュナ           | 佳村はるか |                      |
| 016 | カーニャ         | 樋口あかり | 荻野アつき           |
| 017 | アチ             | 原敬子     | 中原美穂             |
| 018 | チェザ           | Lynn       | どびん               |
| 019 | マルキア         | 藤田昌代   | 天野いつき           |
| 020 | ウインダ         | 近藤玲奈   | ゆずしお             |
| 021 | ドンゴ           | 高橋英則   | K96                  |
| 022 | ジャンベ         | 八代拓     | K96                  |
| 023 | プランダ         | 彩乃ふう   | 西のさんた           |
| 024 | セセ             | 菊池幸利   | 中原美穂             |
| 025 | クラウレ         | 阿部心     | どびん               |
| 026 | イヴァダ         | 稲川淳二   | どびん               |
| 027 | エウスィ／エユベ | 廣瀨詩映莉 | 霜枝kw               |
| 028 | カナン           | 宮田あさみ | 高木恭介             |
| 029 | レフリカ         | 鳳恵弥     | 天野いつき           |
| 030 | フラワシ         | 福園つばさ | ゆずしお             |
| 031 | カンザ           | 曽山友花里 | 又市マタロー         |
| 032 | ライヒア         | 五十嵐有沙 | ゼンマイブック       |
| 033 | イグナ           | 渡洋史     | ゆずしお             |
| 034 | ナガラジャ       | 萩野崇     | 中原美穂             |
| 035 | マライカ         | 向井しずく | ゼンマイブック       |

#### 渓谷の民
| ID  | キャラクター名   | 声優         | キャラクターデザイン |
| --- | ---------------- | ------------ | -------------------- |
| 001 | ミレイ・ビオ     | 高田憂希     |                      |
| 002 | イーニャ・ボウ   | 齊藤小浪     | せとらん             |
| 003 | シャノア・ルウ   | 飯沼南実     |                      |
| 004 | ロズ・ザロ       | 高橋英則     | 影虎                 |
| 005 | ハラサ・イルティ | 佐藤あずさ   | 左折                 |
| 006 | ナナミ・ナセジ   | 水間友美     |                      |
| 007 | エラ・パウ       | 西野陽子     | コナタ エル          |
| 008 | ナーダ・シウ     | 優樹すみれ   | 木沢広人             |
| 009 | スーラ・レイ     | 野口花緒     |                      |
| 010 | ニナ・コロナ     | 柚木尚子     |                      |
| 011 | カリナ・ラオ     | 飯沼南実     | コンバットS子        |
| 012 | リド・ケス       | 半澤敦史     | 中原美穂             |
| 013 | カロ・イリオテ   | 宮澤真一     | どびん               |
| 014 | ダダ・ナウル     | 黒沢ともよ   |                      |
| 015 | シーダ・シェラ   | 高野麻里佳   | ゼンマイブック       |
| 016 | リーザ・タルジュ | 鈴宮舞姫     |                      |
| 017 | イル・マハル     | Lynn         | iltusa               |
| 018 | ネラ・メメム     | 咲乃奈緒     | 霜枝kw               |
| 019 | リナ・シャザ     | 加隈亜衣     | 緒方剛志             |
| 020 | リューダ・ナウル | 大久保瑠美   |                      |
| 021 | レイ・ザロ       | 珠ひよこ     |                      |
| 022 | ケルノ・コデク   | 珠ひよこ     | ゼンマイブック       |
| 023 | ケツアトル       | 八代拓       | ゆずしお             |
| 024 | タクナ・マデラ   | 橋本悠平     | バニク               |
| 025 | ニコラ           | 辰河彩乃     |                      |
| 026 | ホア・ザロ       | 高木ブー     | 影虎                 |
| 027 | ベネノ・ドロル   | 川岸麻那     | ゼンマイブック       |
| 028 | シェルム・ピカロ | 菊池香緒里   | たらんぼマン         |
| 029 | ルキュ・イオ     | 藤原ゆか     | 天野いつき           |
| 030 | リオ・ザロ       | 岡本麻弥     | 影虎                 |
| 031 | ヴァジュラ       | 大葉健二     | ゆずしお             |
| 032 | ラルク・オグ     | 新井歩       |                      |
| 033 | グルウェラ       | 五十嵐さやか | ゆずしお             |
| 034 | アンチカ・ヴァル | 加藤鷹       | phima                |

#### 島の民
| ID  | キャラクター名 | 声優           | キャラクターデザイン |
| --- | -------------- | -------------- | -------------------- |
| 001 | タマシ         | 樋口あかり     | 壱悸ユカリ           |
| 002 | アパ           | 佐倉碧唯       |                      |
| 003 | カウハ         | 齋藤小浪       |                      |
| 004 | ワイタエ       | 飯沼南実       |                      |
| 005 | モアナ         | 和田みちる     |                      |
| 006 | クナ           | 水間友美       |                      |
| 007 | コヒカ         | 高野麻里佳     | むなぁげ             |
| 008 | トカ           | サカタトモヤス |                      |
| 009 | プリトナ       | 白石晴香       |                      |
| 010 | カカラ         | 桑原由気       |                      |
| 011 | タラコナ       | 松田利冴       |                      |
| 012 | フルマ         | 咲乃奈緒       |                      |
| 013 | パウラ         | 藤田昌代       |                      |
| 014 | ワイア         | 長尾歩         | 中原美穂             |
| 015 | オルカ         | 西野陽子       | 中原美穂             |
| 016 | ナルワラ       | 佳村はるか     | 西のさんた           |
| 017 | ダムル         | 野上翔         | バニク               |
| 018 | ウルティラ     | 森谷里美       | たつよ               |
| 019 | テロア         | 洲崎綾         |                      |
| 020 | カノワカ       | 珠ひよこ       | ゆずしお             |
| 021 | アロイ         | 今瀬ナナ       | 又市マタロー         |
| 022 | レブン         | 菊池幸利       |                      |
| 023 | フェティア     | 清野由佳理     | コンバットS子        |
| 024 | ウォルス       | 阿部心         |                      |
| 025 | ドウセン       | 宮内タカユキ   | 中原美穂             |
| 026 | アルビオ       | 倉田てつを     | ゆずしお             |
| 027 | ナムカ         | 宮田あさみ     | 天野いつき           |
| 028 | ノウン         | 中出純奈       |                      |
| 029 | エイア         | 一ノ瀬月琉     | ゼンマイブック       |
| 030 | ワダツミ       | 東城咲耶子     | 天野いつき           |
| 031 | カナロ         | 大島みづき     | ゼンマイブック       |
| 032 | ガルネラ       | 小林菜美       | ゆずしお             |
| 033 | ミトム         | 芹山結衣       | 又市マタロー         |
| 034 | ショワンウ     | 多田和希       | 又市マタロー         |
| 035 | モティナ       | 岩杉夏         | スロウス             |

#### 高山の民
| ID  | キャラクター名 | 声優         | キャラクターデザイン |
| --- | -------------- | ------------ | -------------------- |
| 001 | エルド         | 半澤敦史     |                      |
| 002 | ヤナ           | 高野麻里佳   |                      |
| 003 | シャマーラ     | 鈴宮舞姫     |                      |
| 004 | アルク         | 樋口あかり   |                      |
| 005 | ナンディ       | 齋藤小浪     | 又市マタロー         |
| 006 | クローサ       | 柚木尚子     |                      |
| 007 | ラリッサ       | 森谷里美     |                      |
| 008 | ゾーヤ         | 白石晴香     | 又市マタロー         |
| 009 | アグナス       | 高橋英則     | 中原美穂             |
| 010 | ビシャール     | 松田利冴     | ゼンマイブック       |
| 011 | アイチュラ     | 古川玲       |                      |
| 012 | ダリア         | Lynn         | 天野いつき           |
| 013 | ルッタ         | 野口花緒     |                      |
| 014 | サラ           | 高田憂希     |                      |
| 015 | ディンシャ     | 伊東健人     | 志田                 |
| 016 | マイヤ         | 中村桜       | 西のさんた           |
| 017 | ヴォルテ       | 鈴木崚汰     | 天野いつき           |
| 018 | ネフリム       | 春宮茉由     | 中原美穂／天野いつき |
| 019 | イステル       | 一ノ瀬月琉   |                      |
| 020 | アウララ       | 藤田昌代     | たつよ               |
| 021 | サガロガ       | 近藤玲奈     | 天野いつき           |
| 022 | ニパ子         | 大久保瑠美   | 又市マタロー         |
| 023 | ズーティ       | 今瀬ナナ     | ゆずしお             |
| 024 | ガリヤ         | 工藤沙貴     | 天野いつき           |
| 025 | ザーフェ       | 工藤沙貴     | 又市マタロー         |
| 026 | ファルマ       | 伊藤未帆     | ゼンマイブック       |
| 027 | トゥルパ       | エスパー伊東 | 中原美穂             |
| 028 | リカル         | 明坂聡美     | 又市マタロー         |
| 029 | ムルシェラ     | 五味紗也香   | ゆずしお             |
| 030 | グリンカ       | 泉咲菜       | 天野いつき           |
| 031 | ザラド         | 吉岡毅志     | 中原美穂             |
| 032 | オシェル       | 東城咲耶子   | 又市マタロー         |
| 033 | ラズル         | 臼井杏奈     |                      |
| 034 | スベルカ       | 中出純奈     | ゼンマイブック       |

#### 洞窟の民
| ID  | キャラクター名 | 声優       | キャラクターデザイン |
| --- | -------------- | ---------- | -------------------- |
| 001 | スリヒ         | 文月みれい | スロウス             |
| 002 | イブリ         | 伊藤七海   | ゼンマイブック       |
| 003 | ククラム       | 廣瀨詩映莉 | たらんぼマン         |
| 004 | トウル         | 江縫ひなこ | Mr.Peanut            |
| 005 | ロウエル       | 高野八誠   | ゆずしお             |
| 006 | ミリシュ       | 毯谷しお   | 天野いつき           |
| 007 | ツカリ         | 梶谷明香   | 又市マタロー         |
| 008 | カダベラ       | 須古麗奈   | Mr.Peanut            |
| 009 | キスクク       | 白石指     | ゆずしお             |
| 010 | エルガル       | 高倉芹恵奈 | ゆずしお             |

### 侵略者
ユバの大地を侵略してきた他国の兵士たち。通常は甲冑を装備して素顔を見る事ができないが中身は自分の肉体の一部を機械化した通常の人間である。
色々と『奪われ』ているために声を出すことが出来ず、強化甲冑、又は発声装置を使って会話している。発声装置を持たない侵略者は強化甲冑を脱ぐと発声できなくなり、筆談での会話となる。一部の侵略者は「救出クエスト」などで祈り人として鹵獲する事もでき、契りを交わして戦士を産む事も可能である。
以下は祈り人として獲得できる侵略者。
| ID  | キャラクター名             | 声優                     | キャラクターデザイン |
| --- | -------------------------- | ------------------------ | -------------------- |
| 001 | 軽歩兵（梨衣）             | 山本椛                   |                      |
| 005 | 欧螺                       | 山本椛                   | iltusa               |
| 002 | 振瑠                       | 上間江望                 | ゼンマイブック       |
| 003 | 銃撃兵（詩音）             | 朝海みか                 |                      |
| 004 | 玲央                       | 野上翔                   | たらんぼマン         |
| 009 | 機械兵（阿桑）             | 川岸麻那                 | たらんぼマン         |
| 006 | 装甲兵（亜紗）             | 赤石紗季                 |                      |
| 007 | 迎徒                       | 高須克弥(高須クリニック) | 中原美穂             |
| 008 | 浪駄                       | 非公開                   | 中原美穂             |
| 011 | 憂理                       | 文月みれい               |                      |
| 013 | 雷弩                       | 南部虎弾                 | 中原美穂             |
| 014 | 蒼禍                       | 椎名へきる               | ゼンマイブック       |
| 015 | 巨人兵生体中枢・甲（智菜） | 宮田あさみ               |                      |
| 016 | ドゥア                     | 椿隆之                   | 高木恭介             |
| 017 | 巨人兵生体中枢・乙（魅拉） | 宮田あさみ               |                      |
| 018 | 天式軽歩兵（樽我）         | 多田和希                 | 高木恭介             |
| 019 | 天式銃撃兵（露呼）         | 杉浦タカオ               | たらんぼマン         |
| 020 | 濁刃                       | 岩杉夏                   | ゼンマイブック       |
| 021 | 天式装甲兵（壊礼緒）       | 辰見瀬里                 | phima                |

### 神の関係者
シルシちゃん
神のしもべを名乗る者たちで本作の狂言回しの役を演じている。人身御供を信仰させている神の関係者であるため生け贄を捧げる事を礼賛してくる。シルシちゃんには複数の個体が存在し、それぞれの姿が異なっておりゲームに登場してきた順番から「一号」などの号順で名乗っている。
限定イベントによって祈り人として獲得する事も可能だが、進化させて契りを交わす事はできない仕様となっている。
アブィ
本作にて生け贄を執行する女性神官。このキャラクターはゲームサービス開始時から存在が公表されており、戦士の生け贄時にピラミッドの頂上へ登る演出の道中に右下に一瞬登場する所を確認できる。当初は何者か不明だったが、2017年5月25日のアップデートにて詳細が明らかになり、ユバと容姿が酷似しているが全くの別人である。
ユバのみが受けられる試練クエストにて低確率で祈り人として獲得でき、進化させて契る事はできないが、生け贄にする事は可能である。

## コラボレーション・トピックス
- 2017年3月2日にはアルティメットニッパーの公式イメージキャラクターのニパ子が山の民の祈り人として実装した[14]。
- 2017年7月7日より杉本屋製菓との正式コラボレーションのまけんグミのサイダー味がにじ丸商店（通販のみ）とゲーマーズの店頭販売にて発売されている。このまけんグミにはおまけとしてキャラクターカードが付属されている[15]。
- 本作は声優業を本業としない特撮俳優や芸能人をゲスト声優として起用する例が見られておりその事で話題になっている。特に2017年5月11日のアップデートにて迎徒役で高須院長が声優初挑戦した事が公表された際にはツイッターのトレンドにランクインしている事が確認されている[16]。

## スタッフ
公式発表済みのスタッフ一覧
音楽
近藤嶺（T's MUSIC） - 主要作曲者
塚原義弘（スタジオリッチョ） - 試練クエスト作曲

## 関連商品
- ユバの徽サウンドトラック （発売元 エクスデザイン・にじ丸商店　2017年9月11日発売）[17]
- ユバの徽キャラクターブック（発行・発売元 エクスデザイン・にじ丸商店　2018年10月26日発売[18]） - この書籍は入稿直前にサービス終了が公表された為当初の予定では7月実装のキャラクターまでの掲載予定だったが急遽8月の実装キャラクターもページ追加分で掲載されておりサービス期間時の全祈り人が掲載された逸話がある[19]。